# استوآ پیتک (آریزونا)
استوآ پیتک (به انگلیسی: Stoa Pitk) یک منطقهٔ مسکونی در ایالات متحده آمریکا است که در آریزونا واقع شده‌است. ارتفاع تخمینی آن ۲۴۰۵ فوت (۷۳۳ متر) بالاتر از سطح دریا است. نام آن از توهونو اودهام گرفته شده که به معنی «سفید سفید» است.